# Alexander Stephens

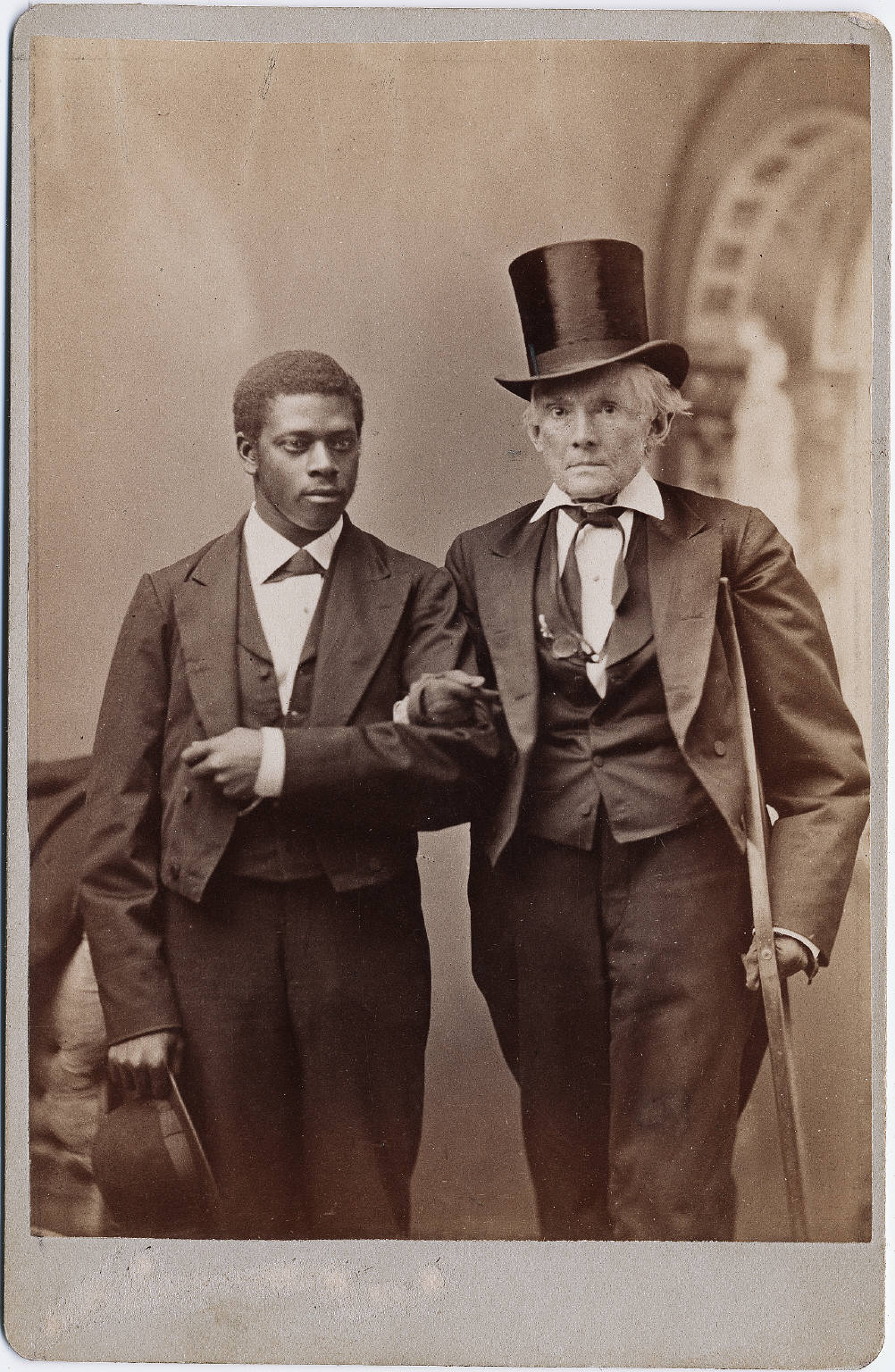
Alexander Stephens ze swoim służącym, byłym niewolnikiem, 10 lat po upadku Konfederacji

Alexander Hamilton Stephens (ur. 11 lutego 1812 w Crawfordville, Georgia, zm. 4 marca 1883 w Atlancie) – amerykański polityk, członek Wigów i Partii Demokratycznej, wiceprezydent Stanów Skonfederowanych Ameryki.

## Życiorys
Pełnił wiele funkcji. Chronologicznie:
- deputowany stanowej Izby Reprezentantów Georgii (1836–1841);
- deputowany Senatu stanowego Georgii (1842–1843);
- deputowany w Izbie Reprezentantów USA reprezentujący Georgię od (1843–1859);
- jedyny tymczasowy wiceprezydent Skonfederowanych Stanów Ameryki (1861–1862);
- jedyny powołany w wyborach i zaprzysiężony wiceprezydent Skonfederowanych Stanów Ameryki (1862–1865). W związku z upadkiem CSA po przegranej wojnie secesyjnej, w połowie sześcioletniej kadencji musiał odejść.
- ponownie deputowany w Izbie Reprezentantów USA reprezentujący Georgię, tym razem (1873–1882);
- gubernator Georgii (1882–1883), zmarł krótko po wyborach.

Historykom pozostaje najlepiej znany jako wiceprezydent Konfederacji. Był przeciwnikiem secesji, ale pozostał wierny swemu stanowi – Georgii. Na zjeździe, który uchwalił powołanie do życia Konfederacji, został wybrany wiceprezydentem. W czasie wojny wielokrotnie sprzeciwiał się decyzjom Jeffersona Davisa w kwestii uprawnień poszczególnych stanów. Oprócz tego znany jest jako autor Cornerstone Speech, czyli przemowy, w której Stephens wyjaśnia, że przyczyną secesji południowych stanów było niewolnictwo, w tym rzekoma wyższość białego człowieka nad czarnym.
W lutym 1865 roku stał na czele delegacji pokojowej, która bez powodzenia spotkała się z prezydentem Lincolnem w Hampton Roads. Po zakończeniu wojny został aresztowany i spędził 6 miesięcy uwięziony w Forcie Warren w Zatoce Bostońskiej. W 1866 roku stan Georgia wysunął jego kandydaturę do Senatu, ale Kongres zaoponował. W odpowiedzi Stephens napisał książkę pt. „Konstytucyjne spojrzenie na minioną wojnę pomiędzy stanami” (ang. A Constitutional View of the Late War Between the States) oraz kilka innych, a w roku 1871 został wydawcą ukazującego się w Atlancie pisma Southern Star.
W 1872 roku został wybrany do Izby Reprezentantów Stanów Zjednoczonych, gdzie zasiadał przez dziesięć lat. W 1883 roku wybrany został gubernatorem Georgii, ale zmarł w kilka miesięcy po objęciu urzędu.